# STM (土耳其公司)
STM(Savunma Teknolojileri Mühendislik ve Ticaret A.Ş.)是一家在土耳其運營的國防工業公司，在民用、公共(包括軍事)和私營部門開展業務。

## 歷史
STM於1991年根據土耳其政府國防工業執行委員會的法令成立，為土耳其共和國國防工業(SSB)提供項目管理、系統工程、技術轉讓、技術和後勤支持以及諮詢服務和土耳其軍隊（TSK）。

## 管理
STM由管理委員會管理，該委員會由五名成員組成，由主席İsmail DEMIR教授領導，截至2020年6月為總經理 Özgür GÜLERYÜZ（前任助理總經理 - 工程和諮詢）

## 外部連結
- STM website (English version) （页面存档备份，存于）